# Hans Blohm

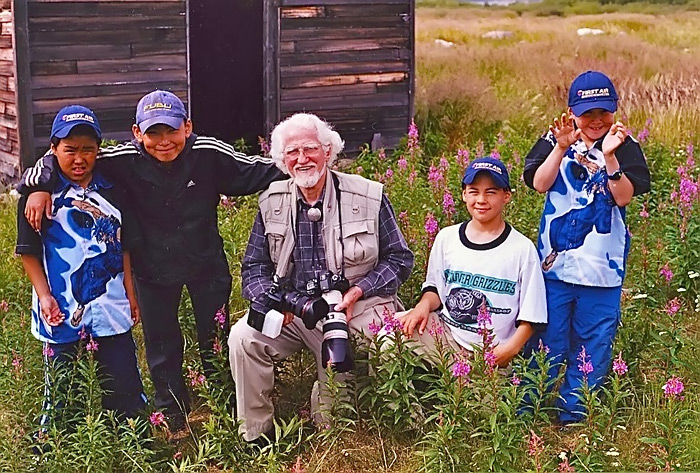
Hans Blohm s dětmi Inuitů během Inuit Circumpolar conference, 2002, Kuujjuaq (Nunavik)

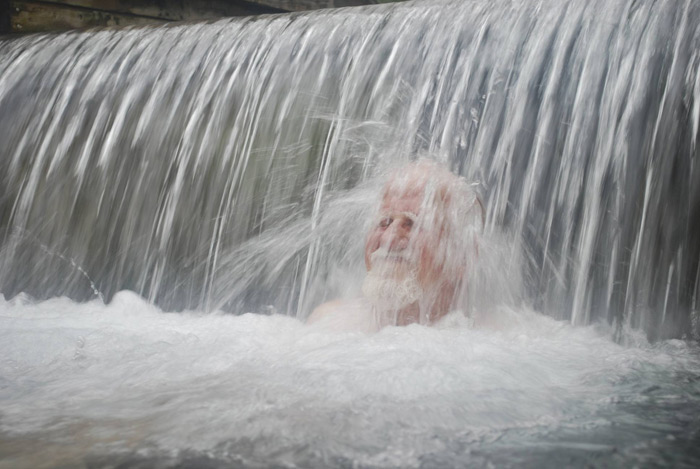
Hans Blohm, Liard River Hot Springs, Alaska Highway, 2009

Hans-Ludwig Blohm, C.M. (12. listopadu 1927 Rendsburg, Německo – 4. prosince 2021) byl kanadský fotograf a umělec německého původu. Po tři desetiletí navštěvoval Arktidu, kanadské oblasti a regiony na Aljašce, aby zachytil snímky a příběhy Inuitů.
Jeho krajiny a portréty se objevily v mnoha knihách a časopisech, dvacet tři jeho fotografií se objevilo na kanadských poštovních známkách. Jeho samostatné fotografické výstavy putovaly po čtyřech kontinentech a jeho 17 knih se prodává po celém světě.
Věnuje se fotografii architektury, krajiny, portrétu a mikročipové fotografii.

## Život a dílo
K fotografii jej přivedl již v raném dětství jeho otec, zkušený amatérský fotograf. V roce 1949 dostal svůj první fotoaparát Diax s 50mm objektivem. S fotoaparátem procestoval Evropou. Jeho nejpamátnější dobrodružství však přišlo v roce 1952, kdy se svým kamarádem projeli stopem přes Laponsko a cesta jim trvala tři měsíce.
V roce 1966 se rozhodl stát se fotografem na volné noze. Pro výstavu Expo 67 v Montrealu fotografoval exponáty. V roce 1969založil firmou Foto Blohm, která se v roce 1971 přejmenovala na Foto Blohm Associates Ltd.
Během své kariéry měl příležitost pořídit oficiální portréty několika členů kanadské poslanecké sněmovny.

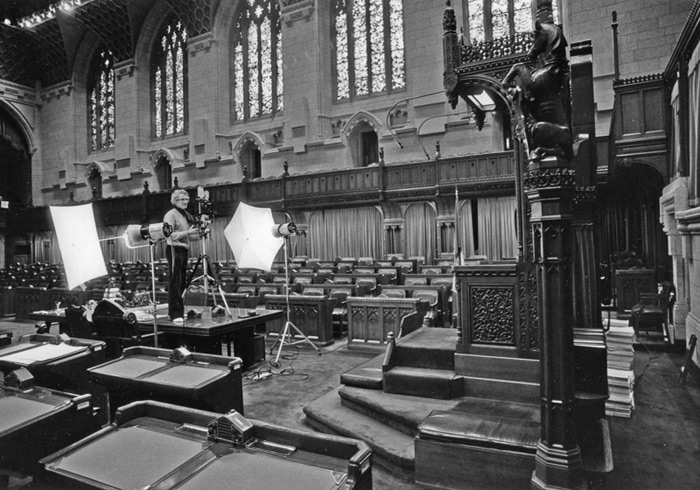
Hans Blohm fotografuje na velký formát v Kanadské Dolní sněmovně

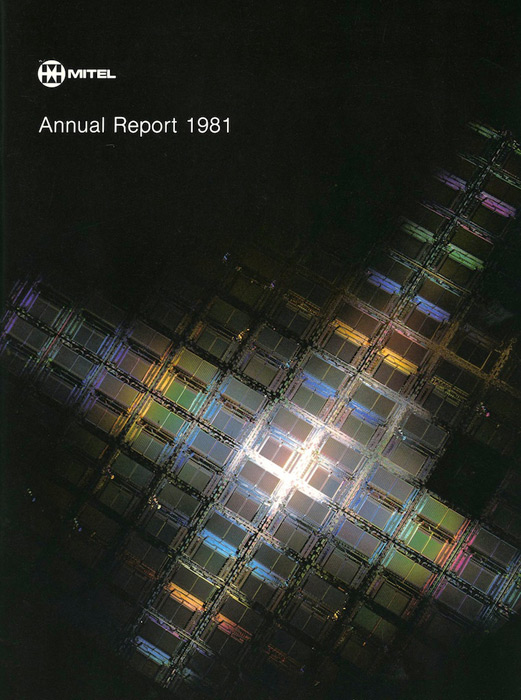
Blohmova fotografie na obálce výroční zprávy firmy Mitel, 1981

Blohm (společně s dalšími fotografy) pracoval na vůbec prvním fotografickém katalogu všech uměleckých děl Kanadské Národní galerie u příležitosti jejího 100. výročí založení (v roce 1980).
Více než 180 000 jeho fotografií jsou v archivu knihovny Library and Archives Canada.

## Publikace
- 1982: Monk, Lorraine, Gail Vanstone and Hans Blohm. Canada with love = Canada avec amour. Toronto: McClelland and Stewart. ISBN 0771060823
- 1983: Blohm, Hans a Paul Russell. The Beauty of Ontario. Toronto: Methuen Publishing. ISBN 0458961205
- 1983: Blohm, Hans a Paul Russell. The Beauty of British Columbia. Toronto: Methuen Publishing. ISBN 0458961108
- 1984: Blohm, Hans a Paul Russell. The Beauty of Quebec. Toronto: Methuen Publishing. ISBN 045896820X
- 1984: Blohm, Hans a Paul Russell. The Beauty of the Maritimes. Toronto: Methuen Publishing. ISBN 0458968307
- 1984: Blohm, Hans a Claus-M Naske. Alaska. Toronto: Skyline Press; ISBN 0195406044
- 1986: Haas, Rudi a Hans Blohm. Egg-carton Zoo; úvod: David Suzuki. Toronto: Oxford University Press Canada. ISBN 0195405137
- 1986: Suzuki, David T., Hans Blohm a Marjorie Harris. Sciencescape - The Nature of Canada. Toronto: Oxford University Press Canada. ISBN 0195405285
- 1986: Blohm, Hans, Anthony Stafford Beer a David Suzuki. Pebbles to Computers: The Thread. Toronto: Oxford University Press Canada. ISBN 0195405366
- 1989: Blohm, Hans, Heike Blohm a Rudi Haas. Egg-carton Zoo II. Don Mills: Oxford University Press Canada. ISBN 0195407180
- 1992: Monk, Lorraine, Hans Blohm et al. Canada with love = Canada avec amour. Willowdale: Firefly Books. ISBN 1895565278
- 2001: Blohm, Hans. The Voice of the Natives - The Canadian North and Alaska. Manotick: Penumbra Press. ISBN 1894131134
- 2002: Blohm, Hans. Die Stimme der Ureinwohner: der kanadische Norden und Alaska. Wesel [Německo]: M. u. H. von der Linden, [2002]. Německý překlad The Voice of the Natives. ISBN 3926308079
- 2005: Lutz, Hartmut, Alootook Ipellie and Hans Blohm. The Diary of Abraham Ulrikab. Ottawa: University of Ottawa Press. ISBN 978-0-7766-0602-6
- 2007: Lutz, Hartmut, Kathrin Grollmuß, Alootook Ipellie a Hans Blohm. Abraham Ulrikab im Zoo: Tagebuch eines Inuk 1880/81. Wesel (Německo): vdL:Verlag. Německý překlad The Diary of Abraham Ulrikab. ISBN 978-3-9263-0810-8
- 2008: Blohm, Hans. Nunaqaqqaaqsimajunut nipigijaujuq Kanatami ukiuqtaqtuani Alaska-milu. Ottawa: Foto Blohm Associates. Překlad The Voice of the Natives. ISBN 097363670X
- 2010: Raach, Karl-Heinz, Hans Blohm a Karl Teuschl. Kanada. Německo: Stürtz, 2010. ISBN 978-3-8003-1896-4

## Kanadské poštovní známky
| Datum vydání | Hodnota             | Popis |
| ------------ | ------------------- | --- |
| 1980-03-06   | $0.17               | Fotografie sochy Louis-Phillippa Heberta s názvem "Inspiration". Součást série "Academy of Arts" jako oslava výročí Royal Canadian Academy of Arts.                                      |
| 1980-09-03   | $0.35               | Molekulární struktura uraninitu |
| 1982         | $0.30, $0.35, $0.60 | Blohm fotografoval pět nejstarších kanadských známek pro sérii "Canada 82" na výstavu International Youth Exhibition.                                                                    |
| 1987-06-12   |                     | Blohm fotografoval různé filatelistické nástroje. |
| 1990-12-28   | $0.40               | Jedna z jeho fotografií hor použita jako pozadí na známce "Flag over mountains". |
| 1991-12-27   | $0.42               | Jedna z jeho fotografií hor použita jako pozadí na známce "Flag over mountains". |
| 1992-09-21   | $0.42               | Kanadské minerály. Série pěti známek ke 150. výročí Geological Survey of Canada. |
| 1994-03-08   | $0.43               | Ke zhotovení kreseb, které se objevují ve spojovacích záložkách bloku čtyř známek, byly použity čtyři Blohmovy fotografie. Tyto kresby představují čtyři role, které hrála Jeanne Sauvé. |
| 2002-06-01   | $1.25               | Tourist Attractions collection, fotografie Northern Lights, známka Northwest Territories.                                                                                                |
| 2003-06-12   | $0.65               | Tourist Attractions collection, fotografie Wilberforce Falls, známka Nunavut. |
| 2003-09-08   | $0.48               | Na památku kanadských spisovatelů byly vydány čtyři známky. Byly použity Blohmovy fotografie těchto autorů.                                                                              |

## Hlavní samostatné výstavy

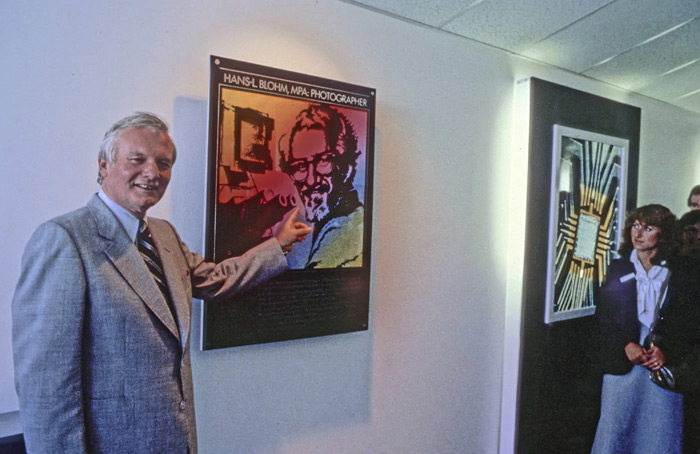
Abstraktní portrét Hanse Blohma, na který ukazuje Bill Davis, premiér Ontaria, výstava High tech, Toronto’s Future Pod, Toronto Harbour

- From Bona Vista to Vancouver Island: 1979 : Goethe Institute, Ottawa (6. března - 25. března), First Canadian Place, Toronto (5 - 26. dubna) a Place Bonaventure, Montreal (1. května - 1. června). 1983-1990: Velká Británie, Francie, Irsko, Německo a Rakousko.[24]

- Serendipity. Art Forms in High Technology, Nature and the Cities: 1984-1991, např. Tokio, Santiago de Chile, Lima, Bogota, Sydney, Perth, Western Australia, Wellington, Caracas, atd.[24]

- From Pebbles to Computers: V letech 1985-1991 výstava procestovala 4 kontinenty, Ottawa, Dallas, Los Angeles, San Francisco, Seattle, Minneapolis, Chicago, Detroit, Cleveland, Buffalo (New York), Boston, Atlanta, Bonn, Berlín, Paříž, Dublin, Brusel, Haag, Bělehrad, Islamabad, Karáčí, Bombaj, Delhi, Bangkok, Singapore, Manila, Jakarta, Tokio, Peking, Moskva, Riga, San José, Mexico City, Havana, Caracas, Santiago de Chile, Bogota nebo Lima.[24]